# Portland Wave
I Portland Wave sono stati una franchigia di pallacanestro della USBL, con sede a Portland, nel Maine, attivi dal 1996 al 1997.
Nacquero nel 1996 come Portland Mountain Cats, cambiando denominazione dopo la prima stagione. Si qualificarono per i play-off nel 1996, terminando la regular season con un record di 18-11. Dopo aver superato i quarti di finale, persero in semifinale con i Florida Sharks per 130-119. Si sciolsero alla fine del campionato 1997.

## Stagioni
| Stagione | Lega | Denominazione          | V  | P  | %    | Piazzamento | Play-off   |
| -------- | ---- | ---------------------- | -- | -- | ---- | ----------- | ---------- |
| 1996     | USBL | Portland Mountain Cats | 18 | 11 | 62,1 | 2º          | Semifinale |
| 1997     | USBL | Portland Wave          | 12 | 14 | 46,2 | 4º          | -          |